# Matt Chertkoff
Matt Chertkoff (* um 1985 in Livingston (New Jersey)) ist ein US-amerikanischer Jazzmusiker (Gitarre) des Modern Jazz.

## Leben und Wirken
Matt Chertkoff, der aus einer jüdisch-russischen Emigrantenfamilie stammt, wuchs in Ridgewood auf und hatte ab sieben Jahren Musikunterricht; mit elf lernte er Gitarre. Er besuchte die Ridgewood High School in New Jersey und studierte dann an der University of Miami. Seit Mitte der 2000er-Jahre arbeitet er in der New Yorker Jazzszene u. a. mit Cecil Brooks III (Hot Dog, 2007), Craig Handy & 2nd Line Smith, mit der er auch in Deutschland konzertierte. Aufnahmen entstanden außerdem mit Adam Scone, Jordan Young (Jazz Jukebox) und mit dem John Colianni Sextet (I Never Knew, 2018). Des Weiteren begleitete er den Sänger Joshua Nelson, der jüdischen Lieder im Gospelstil singt.
Chertkoff betätigte sich auch als Komponist für den Film Pisser von Peter Blag (2006). Chertkoff spielte außerdem im Trio mit Kyle Koehler (Orgel) und Vince Ector; ferner trat er mit Veteranen wie Houston Person und Jimmy Cobb auf. Mit seinem eigenen Quartett spielte er auch Interpretationen jüdischer liturgischer und weltlicher Melodien. 2019 leitete er ein Quintett, dem Craig Handy, Adam Birnbaum, Sean Conly und Chris Beck angehören.